# Distrito urbano de Wirral
Wirral fue una zona urbana en Cheshire, Inglaterra desde 1933 a 1974. Fue creada a partir del disuelto Distrito Rural Wirral, y cubrió un 
área en el suroeste de la Península de Wirral. La zona cubrió las áreas de Barnston, Gayton, Heswall cum Oldfield, Irby, Pensby and Thurstaston.
El 1 de abril de 1974, bajo la Ley de Gobierno Local 1972, Wirral fue abolido y su área formó parte de la Ciudad Metropolitana de Wirral del país metropolitano de Merseyside.